# ФК Дънди
„Дънди“ (на английски: Dundee F.C.) – професионален футболен клуб от град Дънди.
Основан през 1893 година. Първия си мач в шампионата на Шотландия играе на 12 август, същата година. Достига до полуфинал в Купата на европейските шампиони 1962/63, където отстъпва на „Милан“ с общ резултат 2:5. Понастоящем играе във Премиър лига. Играе домашните си мачове на стадион „Денс Парк“ (от 1899 година), който е разположен само на 160 метра от арена „Танадайс Парк“, който е домашен стадион на „Дънди Юнайтед“. Това прави двата най-близко разположени клуба във Великобритания.

## Успехи

### Домашни купи
- Купа на Шотландия
  -  Носител (1): 1909/10
  -  Финалист (4): 1924/25, 1951/52, 1963/64, 2002/03

- Купа на Лигата:
  -  Носител (3): 1951/52, 1952/53, 1973/74
  -  Финалист (3): 1967/68, 1980/81, 1995/96

### Лиги
- Шотландска премиър лига
  -  Шампион (1): 1961 – 62
  -  Вицешампион (4): 1902 – 03, 1906 – 07, 1908 – 09, 1948 – 49

- 1 дивизия на Шотландия:
  -  Шампион (5): 1946 – 47, 1978 – 79, 1991 – 92, 1997 – 98, 2013 – 14
  -  Вицешампион (4): 1980 – 81, 2007 – 08, 2009 – 10, 2011 – 12

### Европейски клубни турнири
- Купа на европейските шампиони:
  - Полуфиналист (1): 1962 – 63

- Купа на панаирните градове:
  - Полуфиналист (1): 1967 – 68

### Други
- Forfarshire Cup:
  -  Носител (28): 1893 – 1894, 1894 – 1895, 1900 – 1901, 1902 – 1903, 1904 – 1905, 1908 – 1909, 1911 – 1912, 1912 – 1913, 1922 – 1923, 1924 – 1925, 1925 – 1926, 1934 – 1935, 1937 – 1938, 1944 – 1945, 1945 – 1946, 1946 – 1947, 1948 – 1949, 1949 – 1950, 1954 – 1955, 1955 – 1956, 1959 – 1960, 1965 – 1966, 1966 – 1967, 1970 – 1971, 1985 – 1986, 1988 – 1989, 1989 – 1990, 1999 – 2000
- Scottish Youth Cup
  -  Финалист (3): 1987 – 88, 1995 – 96, 1998 – 99
- Evening Telegraph Challenge Cup:
  -  Носител (1): 2006
- Tennents' Sixes:
  -  Носител (1): 1988
  - Полуфиналист (1): 1984

## Европейски клубни турнири
| Сезон   | Състезание                 | Кръг      | Страна | Отбор               | Домакин | Гост | Общ резултат |  |
| ------- | -------------------------- | --------- | ------ | ------------------- | ------- | ---- | ------------ |  |
| 1962/63 | КЕШ                        | Q         |        | Кьолн               | 8:1     | 0:4  | 8:5          |  |
|         |                            | 1R        |        | Спортинг (Лисабон)  | 0:1     | 4:1  | 4:2          |  |
|         |                            | 1/4 финал |        | Андерлехт (Брюксел) | 4:1     | 2:1  | 6:2          |  |
|         |                            | 1/2 финал |        | Милан               | 1:5     | 1:0  | 2:5          |  |
|         |                            |           |        |                     |         |      |              |  |
| 1967/68 | Купа на панаирните градове | 1R        |        | Дор Вилскрахт Стерк | 1:2     | 3:0  | 4:2          |  |
|         |                            | 2R        |        | Лиеж                | 3:1     | 4:1  | 7:2          |  |
|         |                            | 1/4 финал |        | Цюрих               | 1:0     | 1:0  | 2:0          |  |
|         |                            | 1/2 финал |        | Лийдс Юнайтед       | 1:1     | 0:1  | 1:2          |  |
|         |                            |           |        |                     |         |      |              |  |

## Известни футболисти
- Бил Браун (1949 – 1959)
- Дъг Коуи (1945 – 1961)
- Томи Койн (1983 – 1986, 1986 – 1989, 1998 – 2000)
- Мортен Вигхорст (1992 – 1995)
- Клаудио Каниджа (2000 – 2001)
- Фан Чжии (2001 – 2002)
- Темури Кецбая (2001 – 2002)
- Начо Ново (2002 – 2004)
- Фабрицио Раванели (2003)
- Кевин Джак (2004 – 2006)

## Български футболисти
- Костадин Гаджалов: 2015/18 - (40 мача - 3 гола)
- Пламен Гълъбов: 2025 -